# ارنست هنلی (ورزشکار)
ارنست هنلی (انگلیسی: Ernest Henley; ۳۱ مارس ۱۸۸۹ – ۱۴ مارس ۱۹۶۲) ورزشکار دو و میدانی اهل بریتانیا بود.